# Porxos plaça Major (Artesa de Segre)
Els porxos de la plaça Major d'Artesa de Segre (Noguera) són una obra inclosa en l'Inventari del Patrimoni Arquitectònic de Catalunya.

## Descripció
Porxada dins la trama medieval del municipi d'Artesa de Segre, que cobreix tota una façana de la plaça, formada per un seguit d'arcades de diversos estils i alçades, amb arcs de mig punt i rebaixats. L'accés des de l'est es fa per un arc probablement medieval de carreus irregulars de pedra sense polir. El sostre de bigues de fusta i arcs de pedra en sentit perpendicular a la porxada són bastant homogenis en tot el conjunt, per la qual cosa es dedueix un tipus de reforma continuada per totes les cases. En general, són fets de pedra vista, però arrebossats i pintats en alguns casos. Petites llums a la major part d'edificis que conformen la plaça, de planta baixa i dos pisos d'alçada. Altres arcs, potser de cronologia posterior, estan totalment arrebossats o pintats i no poden ser descrits acuradament. El fet que els portals i arcs dels números 14 i 11 de la plaça tinguin altres dimensions i inclús morfologia juga a favor d'aquesta proposta.

## Història
No se'n coneixen dades històriques. Tota afirmació sobre la cronologia del conjunt s'ha inferit a través dels trets arquitectònics. L'única cosa que es pot afegir és que l'edifici anomenat la Granja era anomenada originalment "Casa Nova", per ser la substitutiva de la "Casa Vella" de la que hom desconeix localització però que se suposa era entre la plaça Major i el carrer de l'Església. D'això podem deduir que si la Granja data de 1548 la zona porxada que aquí s'analitza seria plenament medieval.